# Kostryna
Kostryna (ukr. Кострина) – wieś na Ukrainie, w obwodzie zakarpackim, w rejonie użhorodzkim, siedziba hromady. W 2025 liczyła 992 mieszkańców, wśród których 990 wskazało jako ojczysty język ukraiński, 2 inny.
Znajdują się tu stacja kolejowa Kostryno oraz przystanek kolejowy 202 km, położone na linii Sambor – Czop.